# یاسوهارو کوراتا
یاسوهارو کوراتا (به انگلیسی: Yasuharu Kurata) بازیکن فوتبال اهل ژاپن و عضو تیم ملی فوتبال ژاپن است که در تاریخ ۲۰ سپتامبر ۱۹۸۶ میلادی اولین بازی ملی‌اش را انجام داد. او در ۶ بازی ملی حضور داشت و آخرین بازی ملی خود را در تاریخ ۲۶ سپتامبر ۱۹۸۷ میلادی انجام داد. یاسوهارو کوراتا در بازی‌های ملی‌اش
گلی به ثمر نرساند.